# نظام يوزبي
نظام يوزبي هو وسيلة لمنع الحمل في حالات الطوارئ، يستخدم مزيجًا من إيثينيل إستراديول وليفونورجستريل، وتحديدًا جرعة واحدة من نورجيستريل (أو 0.50 ملغ من ليفونورجستريل) و100 ميكروغرام من إيثينيل إيستراديول، تُعطى في أسرع وقت ممكن، ثم تُعطى مرة أخرى بعد 12 ساعة. يُعد هذا النظام أقل فعالية وأقل استخدامًا من جرعة أكبر من ليفونورجستريل وحده، أو جرعة من أسيتات الوليبرستال، أو إدخال لولب رحمي نحاسي. صُمم هذا النظام للاستخدام خلال 72 ساعة من الجماع غير المحمي، لأنه يعمل عن طريق تثبيط الإباضة.
عادةً ما يستخدم نظام يوزبي عدة جرعات من حبوب منع الحمل الفموية المركبة. قد يُفضل استخدامه في الأماكن التي لا تتوفر فيها وسائل منع الحمل الطارئة الأخرى، أو التي يُعد فيها الحصول على وسائل منع الحمل الطارئة وصمة عار مجتمعية. في هذه الأماكن، غالبًا ما يستخدم الناس موانع الحمل الفموية المركبة كوسيلة لمنع الحمل في حالات الطوارئ.
أجرت منظمة الصحة العالمية (WHO) تحقيقًا فيما بعد بخصوص استخدام أقراص البروجستيرون فقط وسيلة لمنع الحمل الهرمونية الطارئة (أي بدون أي مكون من الإستروجين). وقد أظهرت هذه الطريقة فعالية أكبر مع آثار جانبية أقل، وبالتالي حلت محل طريقة يوزبي. كما أن جرعة واحدة من الميفيبريستون 100 ملغ أكثر فعالية من نظام يوزبي.
صمم هذه الطريقة أول مرة الأستاذ الكندي في أمراض النساء والتوليد ألبرت يوزبي لتكون طريقة لتقليل حالات الحمل غير المرغوب فيها المحتملة، بما في ذلك الحمل الناتج عن الاغتصاب. نشر الدراسات الأولى التي توضح سلامة وفعالية الطريقة في عام 1974.